# 최해든
최해든(1990년 5월 17일 ~ )은 대한민국의 가수이다.